# Cabra de Mora (kommunhuvudort)
Cabra de Mora är en kommunhuvudort i Spanien.   Den ligger i provinsen Provincia de Teruel och regionen Aragonien, i den östra delen av landet, 250 km öster om huvudstaden Madrid. Cabra de Mora ligger 1 082 meter över havet och antalet invånare är 126.
Terrängen runt Cabra de Mora är huvudsakligen kuperad, men den allra närmaste omgivningen är platt. Runt Cabra de Mora är det mycket glesbefolkat, med 7 invånare per kvadratkilometer. Närmaste större samhälle är Mora de Rubielos, 8,7 km sydost om Cabra de Mora. 